# Ротару, Николае
Николае Ротару (рум. Nicolae Rotaru; 16 июля 1935 — 2009) — румынский стрелок, призёр Олимпийских игр.
Родился в 1935 году в Бухаресте. В 1960 году принял участие в Олимпийских играх в Риме, где стал 24-м в стрельбе из малокалиберной винтовки лёжа, и 25-м — в стрельбе из малокалиберной винтовки с трёх позиций. В 1964 году на Олимпийских играх в Токио стал 5-м в стрельбе из малокалиберной винтовки лёжа и 20-м — в стрельбе из малокалиберной винтовки с трёх позиций. В 1968 году на Олимпийских играх в Мехико был 4-м в стрельбе из малокалиберной винтовки лёжа и 12-м — в стрельбе из малокалиберной винтовки с трёх позиций. В 1972 году на Олимпийских играх в Мюнхене завоевал бронзовую медаль в стрельбе из малокалиберной винтовки лёжа, и был 8-м в стрельбе из малокалиберной винтовки с трёх позиций. В 1976 году на Олимпийских играх в Монреале стал 68-м в стрельбе из малокалиберной винтовки лёжа и 17-м в стрельбе из малокалиберной винтовки с трёх позиций.